# Cristian Savani
Cristian Savani (Castiglione delle Stiviere, 22 febbraio 1982) è un ex pallavolista italiano, nel ruolo di schiacciatore.

## Carriera

### Club

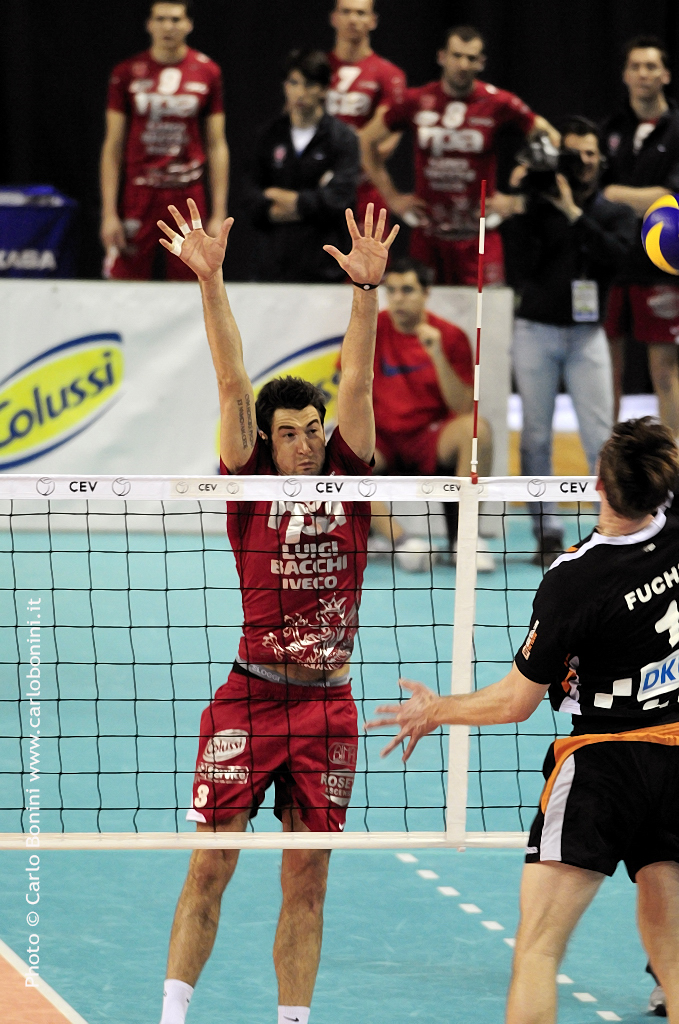
Un muro di Savani per il Perugia nel 2010

La carriera di Savani comincia nel 2000, quando entra a far parte del Carpenedolo, in Serie B2; nella stagione 2001-02 fa il suo esordio nella pallavolo professionistica con la maglia della Gabeca di Montichiari, in Serie A1, club con il quale resta per tre annate.
Nella stagione 2004-05 viene ingaggiato dalla Trentino, dove resta per due stagioni. Nella stagione 2006-07 passa alla M. Roma, dove, nella seconda stagione di permanenza vince il suo primo trofeo di club, ossia la Coppa CEV 2007-08. Nell'annata 2008-09 si trasferisce al Perugia, squadra nella quale milita per altre due stagioni, vincendo la Challenge Cup 2009-10.
Nella stagione 2010-11 viene ingaggiato dalla Lube di Macerata: vince nuovamente la Challange Cup e si aggiudica, nella stagione successiva, il suo primo campionato italiano, oltre alla Supercoppa italiana 2012.
Nella stagione 2013-14 va a giocare nella Chinese Volleyball League con lo Shanghai, raggiungendo la finale scudetto e venendo premiato come MVP e miglior schiacciatore del campionato; dopo la fine del campionato gioca per due squadre qatariote: prima l'Al-Rayyan e poi l'Al-Arabi, con cui vince la Coppa del Qatar; rientrato in Cina vince il campionato 2014-15, successo poi bissato anche nella stagione successiva; in entrambe le occasioni viene premiato come miglior giocatore e miglior schiacciatore del torneo.
Conclusi gli impegni in Cina, dopo una nuova esperienza in Qatar nel 2015, sempre con l'Al-Rayyan con cui conquista la Coppa dei Campioni del Golfo, un anno dopo invece gioca in Libano col Bouchrieh.
Nel campionato 2016-17 approda in Turchia, disputando la Efeler Ligi con lo Ziraat Bankası, mentre nella stagione successiva torna in Italia, ingaggiato dalla Top Volley Latina, in Serie A1, dove gioca anche nell'annata 2018-19, vestendo la maglia del BluVolley Verona nella prima metà del campionato e quindi, dal dicembre 2018, dell'Emma Villas, dove conclude la sua carriera.

### Nazionale
Il 24 novembre 2001 fa il suo esordio in nazionale, a Ferrara, durante l'All Star Game; nel triennio seguente, con la maglia azzurra vince la medaglia d'oro al campionato europeo 2003 e una medaglia d'argento e una di bronzo rispettivamente alla World League 2003 e 2004.
Nel 2005 vince nuovamente il campionato europeo, oltre alla medaglia di bronzo alla Grand Champions Cup. 
Con la nazionale raggiunge il secondo posto nel campionato europeo 2011, perdendo in finale contro la Serbia. Nel 2012, vince la medaglia di bronzo ai Giochi della XXX Olimpiade di Londra e nel 2013 nuovamente la medaglia di bronzo alla World League, oltre a quella d'argento al campionato europeo; salta poi per infortunio la Grand Champions Cup, dopo la quale decide di ritirarsi dall'azzurro per poter dedicare più tempo alla propria famiglia.

## Palmarès

### Club
- Campionato italiano: 1

2011-12
- Campionato cinese: 2

2014-15, 2015-16
- Coppa del Qatar: 1

2014
- Supercoppa italiana: 1

2012
- Coppa CEV: 1

2007-08
- Challenge Cup: 2

2009-10, 2010-11
- Coppa dei Campioni del Golfo maschile: 1

2015

### Nazionale (competizioni minori)
- Memorial Hubert Wagner 2009
- Memorial Hubert Wagner 2011

### Premi individuali
- 2004 - All Star Game: MVP
- 2009 - Memorial Hubert Wagner: Miglior attaccante
- 2010 - Challenge Cup: Miglior servizio
- 2011 - Memorial Hubert Wagner: MVP
- 2011 - Coppa del Mondo: Miglior servizio
- 2012 - Giochi della XXX Olimpiade: Miglior servizio
- 2014 - Chinese Volleyball League: MVP
- 2014 - Chinese Volleyball League: Miglior schiacciatore
- 2014 - Campionato asiatico per club: Miglior schiacciatore
- 2015 - Chinese Volleyball League: MVP
- 2015 - Chinese Volleyball League: Miglior schiacciatore
- 2016 - Chinese Volleyball League: MVP
- 2016 - Chinese Volleyball League: Miglior schiacciatore